# Hells Canyon
Hells Canyon (în română Cheile Iadului) reprezintă un defileu pe cursul râului Snake River, situat la granița estică a statului Oregon cu cea vestică a statului Idaho.
La adâncimi de peste 2 km, atingând adâncimea maximă la 2.438 m, sau 7.996 picioare , în dreptul grupei montane Seven Devils Mountains din statul Idaho, cheile sunt faimoase ca fiind cele mai adânci din America de Nord, fiind parte a parcului Hells Canyon National Recreation Area.

## Geografie
Râul Snake a săpat acest defileu cu o lungime de circa 150 de mile (ori 240 km) și lățime maximă de peste 25 km lărgime prin munții Wallowa Mountains timp de milioane de ani. Canionul constituie granița naturală dintre statele americane Oregon și Idaho.  Distanța medie dintre marginile canionului este de 10 mile (sau 16 km).
Lățimea medie de peste 15 km, respectiv faptul că Snake River nu are prea multe ramificații (canioane sau defilee) colaterale ca și Colorado River constituie motive pentru care canionul nu este vizitat de către turiști atât de frecvent așa cum este Marele Canion al fluviului Colorado. Din punct de vedere geologic, în structura petrografică a rocilor predomină diferite varietăți de bazalt, care reprezintă dovada unei activități vulcanice apreciate la o vechime de circa 170 miloane de ani.